# La Carlota (Negros Ocidental)
La Carlota é uma cidade de quarta classe de renda da cidade na província Negros Ocidental, nas Filipinas. De acordo com o censo de 1 maio  de  2020 possui uma população de 66 664 pessoas e 16 508 domicílios.